# Tipus Orbis Universalis

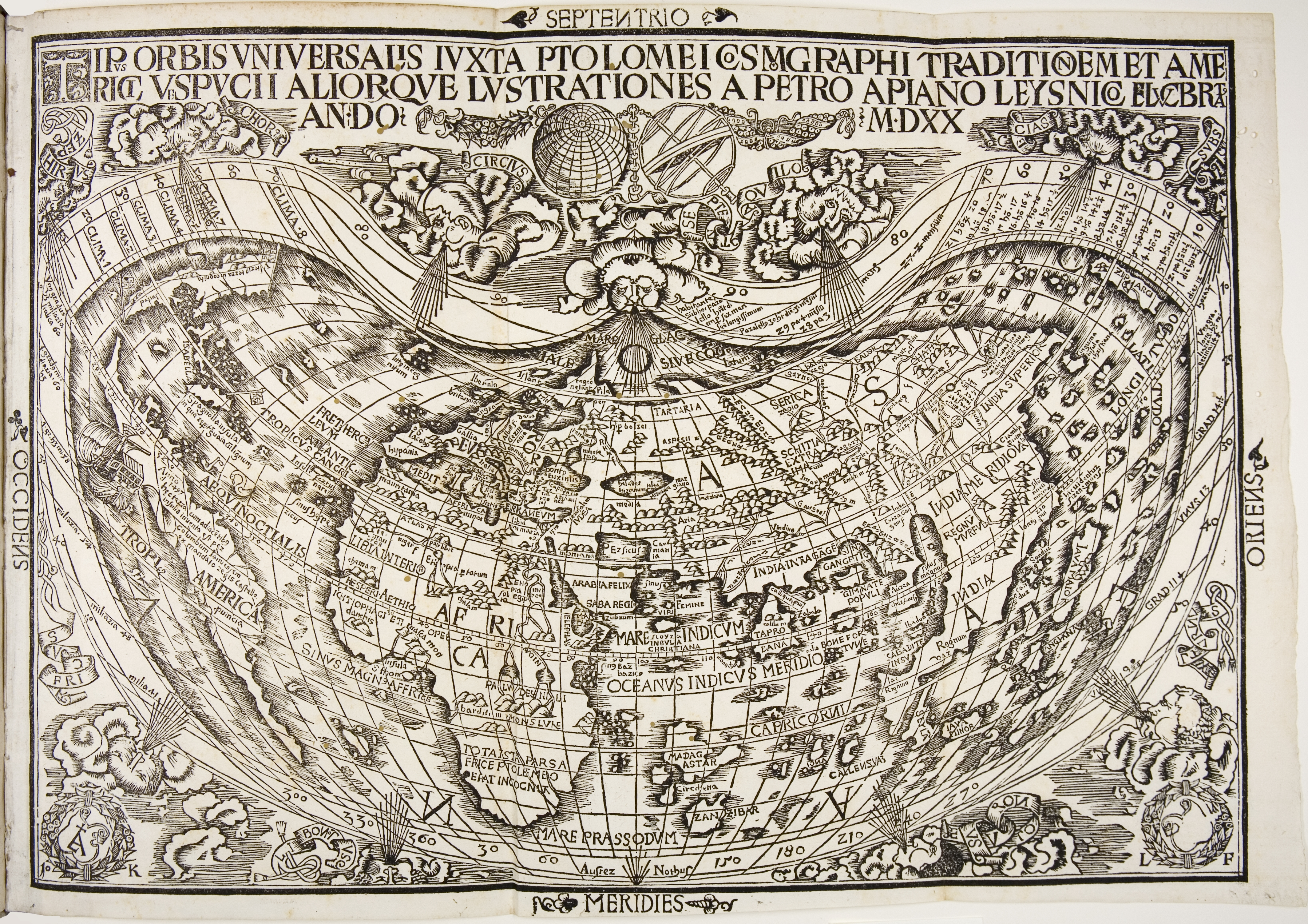
Planisferio de Apiano, 1520.

El Tipus Orbis Universalis o planisferio de Apianus, dibujado en 1520 por Petrus Apianus, castellanizado Pedro Apiano, es una adaptación y actualización del planisferio de Waldseemüller de 1507. Es, tras el de Waldseemüller, el segundo planisferio conocido que utiliza la leyenda «America provincia» para designar a América del Sur.

## Descripción
Se trata de una estampa xilográfica de 41 × 28,5 centímetros titulada Tipus Orbis universalis Iuxta Ptolomei Cosmographi Traditionem et Americi Vespucii Aliorumque Lustrationes A Petro Apiano Leysnico Elucbrat An. Do. M.DXX. (Carta del mundo ajustada a la tradición de la Cosmografía de Ptolomeo ilustrada por Americo Vespucio y otros, dibujada por Petrus Apianus de Leisnig en 1520). Como el planisferio de Waldseemüller de 1507, en el que se basa, este mapamundi emplea una proyección cordiforme, que permite respetar mejor las proporciones. Como sucede en el planisferio de Waldseemüller de 1507 América del Norte y América del Sur aparecen separadas por un estrecho que permite la navegación hacia China, aunque el propio Waldseemüller en un mapa menor incluido en el gran planisferio de 1507 y en el mapa de América que publicó en 1513 ya presentaba unido el continente.
América del Norte es una copia casi idéntica de Waldseemüller. Se representa como una gran isla alargada en sentido norte-sur, con la leyenda Vlteris Terra Incognita. A la altura de México, del mismo modo que en el planisferio de Waldseemüller, se encuentra una inscripción con el nombre Parias, desplazando hacia el norte el término utilizado por Cristóbal Colón para designar las tierras por él descubiertas como un Paraíso. 
La leyenda América figura, entre otras, sobre América del Sur, siguiendo el ejemplo del mapa de 1507. Y del mismo modo que en este la isla de Zipangri (Cipango) aparece en el margen derecho del mapa, a tan sólo diez grados de América del Norte, reduciendo drásticamente la extensión del océano Pacífico.

## Historia
El planisferio se publicó por primera vez con una edición del Polyhistor de Solino, impresa en Viena en 1520 por Johann Kamers (o Camertius). En 1522 fue utilizado de nuevo para ilustrar una edición hecha en Basilea de la Cosmographia, sive De Situ Orbis de Pomponio Mela, y en 1530 en algunos ejemplares del De Orbe Nove de Pedro Mártir de Anglería.
Hasta el descubrimiento en 1901 de un ejemplar del planisferio de Waldseemüller este sólo era conocido por la copia de Apiano y sus derivaciones, como el globo de Johann Schöner del mismo año 1520 conservado en Viena.